# 阿尔弗雷多·莫雷诺
阿尔弗雷多·莫雷诺（Alfredo David Moreno，1980年1月12日—2021年12月8日
），是一名阿根廷足球运动员，曾经效力于中国球队山东鲁能泰山，后效力于墨西哥球队内卡哈。